# 보은 용곡리 고욤나무
보은 용곡리 고욤나무(報恩 용곡리 고욤나무)는 충청북도 보은군 회인면 용곡리에 있는 고용나무이다. 2010년 11월 22일 대한민국의 천연기념물 제518호로 지정되었다.

## 개요
고욤나무가 있는 쇠목골 인근의 용곡리 우래실은 약 300년 전부터 경주김씨 집성촌 이었었고 이 고욤나무는 마을의 당산목으로 보존되어 왔다고 하며, 요즈음에도 음력 정월보름에는 무속인들이 나무에 와서 바사뢰굿(신내림굿)을 한다고 한다.
고욤나무는 감나무를 접붙일 때 대목(밑나무)으로 흔히 쓰는데, '고욤 일흔이 감 하나만 못하다', '고욤이 감보다 달다'는 속담에서 보듯 우리와 친숙한 나무이나 지금은 큰 나무를 찾아 보기가 매우 어려워졌다.
이 나무는 지금까지 알려진 고욤나무 중에 우리나라에서 가장 규모가 크고 생활문화와 민속적으로도 가치도 큰 것으로 확인되었다.

## 같이 보기
- 고욤나무

## 참고 자료
- 보은 용곡리 고욤나무 - 국가유산청 국가유산포털